# Ramones-Museum
Het Ramones-Museum is een museum in de wijk Kreuzberg in de Duitse hoofdstad Berlijn. Het is gewijd aan de Amerikaanse punkband Ramones.

## Collectie en activiteiten
Het museum heeft meer dan vijfhonderd stukken in het bezit die afkomstig zijn van de bandleden zelf en van de oprichter Flo Hayler. De collectie bestrijkt de periode van 1975 tot 1996, toen de band actief was. De stukken variëren van instrumenten en kleding tot setlists en promotiemateriaal. Sinds 2014 geeft het museum ook platen uit.
Daarnaast wordt de locatie sinds 2009 af en toe gebruikt als concertruimte. Artiesten die hier bijvoorbeeld hebben opgetreden, zijn Against Me!, Brian Fallon, Anti-Flag, The Flatliners, Jet, Smoke or Fire en The Subways.

## Achtergrond
Terwijl de Ramones worden geassocieerd met New York, is er ook een link met Berlijn omdat de bassist Dee Dee Ramone hier is opgegroeid. Berlijn wordt ook geregeld genoemd in liedjes van de Ramones.
Het museum werd in 2005 opgericht in het stadsdeel Berlin-Kreuzberg. In 2008 werd het verhuisd naar het stadscentrum en in 2017 keerde het terug naar Kreuzberg.

## Galerij

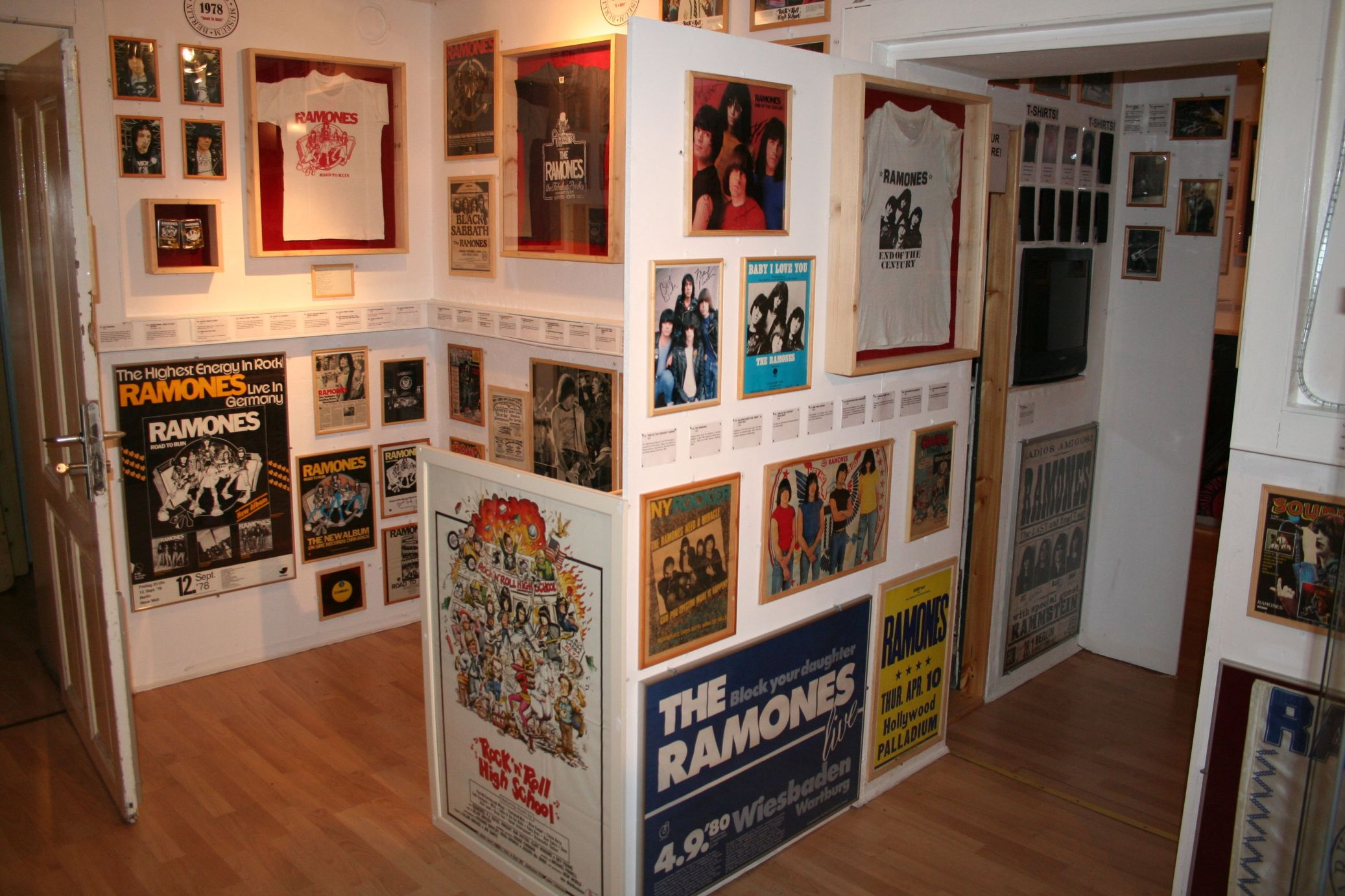
Blik in het museum, locatie Mitte, 2009-2017